# Гусліц Олександр Валерійович
Олекса́ндр Вале́рійович Гусліц (Гусліца) — лікар, учасник російсько-української війни.

## З життєпису
Медичну практику починав хірургом в сільській лікарні.
З лютого 2014-го — активний учасник Революції Гідності, допомагав розгортанню та функціонуванню польового госпіталю на базі мистецької агенції «Наш формат».
Надавав медичну допомогу пораненим в аеропорту Донецька.
З 2009 і станом на жовтень 2017 року працює лікарем в приватних клініках Німеччини, останнім часом — у місті Нюрнберг.

## Нагороди
- відзнака «За оборону Донецького аеропорту»;
- Орден «За спасіння життя», 2017